# Camillo Gioja Barbera
Camillo Gioja Barbera was een 19e-eeuws Italiaanse schilder.
Hij schilderde onder andere aquarellen met als thema interieurs met geestelijken en aristocraten.
Hij is opgenomen in de lijst van Comanducci.